# Őze Áron
Őze Áron (Budapest, 1970. szeptember 5. –) Jászai Mari-díjas magyar színész, rendező, színházigazgató. Édesapja Őze Lajos, édesanyja Thoma Ildikó, bátyja Őze Gábor operatőr.

## Életpályája
A Naphegyen, a Tabánban nőtt fel és a 2000-es években ide költözött vissza. Édesanyja olasz tolmács, fordító, édesapja színművész, nagymamája pedagógus volt. Bátyjával általános iskolás kora óta járt színjátszó csoportba, sőt amikor a faipari középiskolába került, színjátszó klubot alapított, – amely foglalkozás és az iskola irodalmi élete a 2010-es években is működik – de akkor még nem készült színésznek.
Az újpesti Kozma Lajos Faipari Szakközépiskolában érettségizett 1989-ben, itt szerezte első szakmáját. Ezután elsőre fölvették a Színház- és Filmművészeti Főiskolára. 1993-ban végzett Iglódi István tanítványaként. 1992-től tagja volt a Nemzeti Színháznak, majd 1998–2001 között szabadfoglalkozású művészként dolgozott. Korábbi társulatához, ami névváltozását követően Pesti Magyar Színház lett, 2000-től tért vissza. 2005 óta az Aase-díj kuratóriumának tagja. Színészi munkája mellett rendez is, továbbá 2002-től a Pesti Magyar Színiakadémia osztályvezető, színészmesterség és művészi beszéd tanára volt.
Első teljesen önálló rendezői munkája a Csengey Dénes által Szakácsi Sándornak adott Villon-műve, A cella volt 2006-ban. A színész korai halála miatt csupán három előadást megélt színdarabról készült filmfelvételt 2008-ban a 39. Magyar Filmszemlén is levetítették.
2010. január 1-től 2014. december 31-éig volt a Pesti Magyar Színház igazgatója. Iglódi István halála előtt két évvel beszélt először Őze Áronnal arról, hogy szeretné, ha ő venné át tőle a színházat. Ettől kezdve sokat beszélgettek erről. Ezzel a háttérrel pályázta meg, majd vette át az igazgatói posztot Iglódi halálát követően Guelmino Sándor művészeti vezetővel – aki 2011-ben lemondott – és Sipos Imre menedzser igazgatóval. Anyagi okokból újra kellett teremteniük a színház arculatát, így 2013-tól Göttinger Pál főrendező segítségével az ifjúsági-családi színház koncepciót valósították meg. 2014 augusztusában, még a színház igazgatójaként alapította meg a Csukás István-díjat, melyet a kuratórium tagjaival együtt a gyermekelőadások alapjául szolgáló új magyar írások megrendelésére, megjelenésére, népszerűsítésére és erősítésére hoztak létre. Az első díjakat 2015-ben adták át. A 2015/2016-os évadtól a budapesti Játékszín tagja lett. 2015-ben az Aranytíz művelődési ház és az V. kerületi önkormányzat feltett szándéka szerint felkérést kapott arra, hogy művészeti vezetőként újraélessze a Komédium Színházat, amit Taub János színpadnak szeretett volna átkeresztelni.
2016-ban felkérésre megpályázta és elnyerte a dunaújvárosi Bartók Kamaraszínház és Művészetek Háza igazgatói posztját a város közgyűlésének döntése nyomán. Megbízása 2016. július 1-jétől 2021. június 30-ig szólt. Sipos Imrével és Csadi Zoltánnal egy minden korosztályt megszólító igényes népszínházi repertoár megteremtését vállalta pályázatában. 2021-ben újabb ötéves megbízatást kapott.
Vendégművészként többek között játszott a Kecskeméti Katona József Színház, az Arany János Színház, a Komédium, a Pécsváradi Várszínház, a Veszprémi Petőfi Színház, 2013 óta a Rózsavölgyi Szalon előadásaiban, rendezéseit pedig a Soproni Petőfi Színházban, a Győri Nemzeti Színházban, a Turay Ida Színházban játszották.
Színházi feladatai mellett látható filmekben, illetve ritkán szinkronizál is. 1994 óta elnöke a Demoszthenész Beszédhibások és Segítőik Országos Érdekvédelmi Egyesületének, 2006 óta az Őze Lajos Művészeti Iskola kuratóriumi tagja és szakmai-művészeti vezetője.
Szabadidejében rendszeresen sportol: aikidózik, teniszezik, evez (kenuzik), de íjászkodik, ejtőernyőzik is. Hobbija az asztalosmunka, saját kis műhelye is van. Szereti a történelmet, a második világháború „laikus kutatója”. 2010 óta alkot egy párt Auksz Éva színésznővel, gyermekeik: Tóth Hunor Zoltán (2002) és Őze Nimród Zoltán (2011). Esküvőjüket 2023 nyarán tartották.

## Díjai
- Rajz János-díj (1995)
- Őze Lajos-díj (1998)
- Mensáros László-díj (2001)
- Sík Ferenc-emlékgyűrű (2002)
- Jászai Mari-díj (2003)
- Főnix díj (2003)
- Súgó Csiga díj (2004)
- Ivánka Csaba-díj (2009)
- Pantalone-díj A legjobb főszereplő duett – Kedvek Richárddal; Vidor Fesztivál (2014)[25]
- Iglódi István-emlékgyűrű (2020)[26]
- Jószolgálatért érem (Jószolgálati Otthon Közalapítvány, Dunaújváros, 2020)[27]
- Havasi István-díj a Hamlear című darab eredeti és kiemelkedő színvonalú megrendezéséért – Gyula Város Önkormányzata (2021)[28]
- Amfiteátrum-díj (2025)[29]

## Színházi rendezései

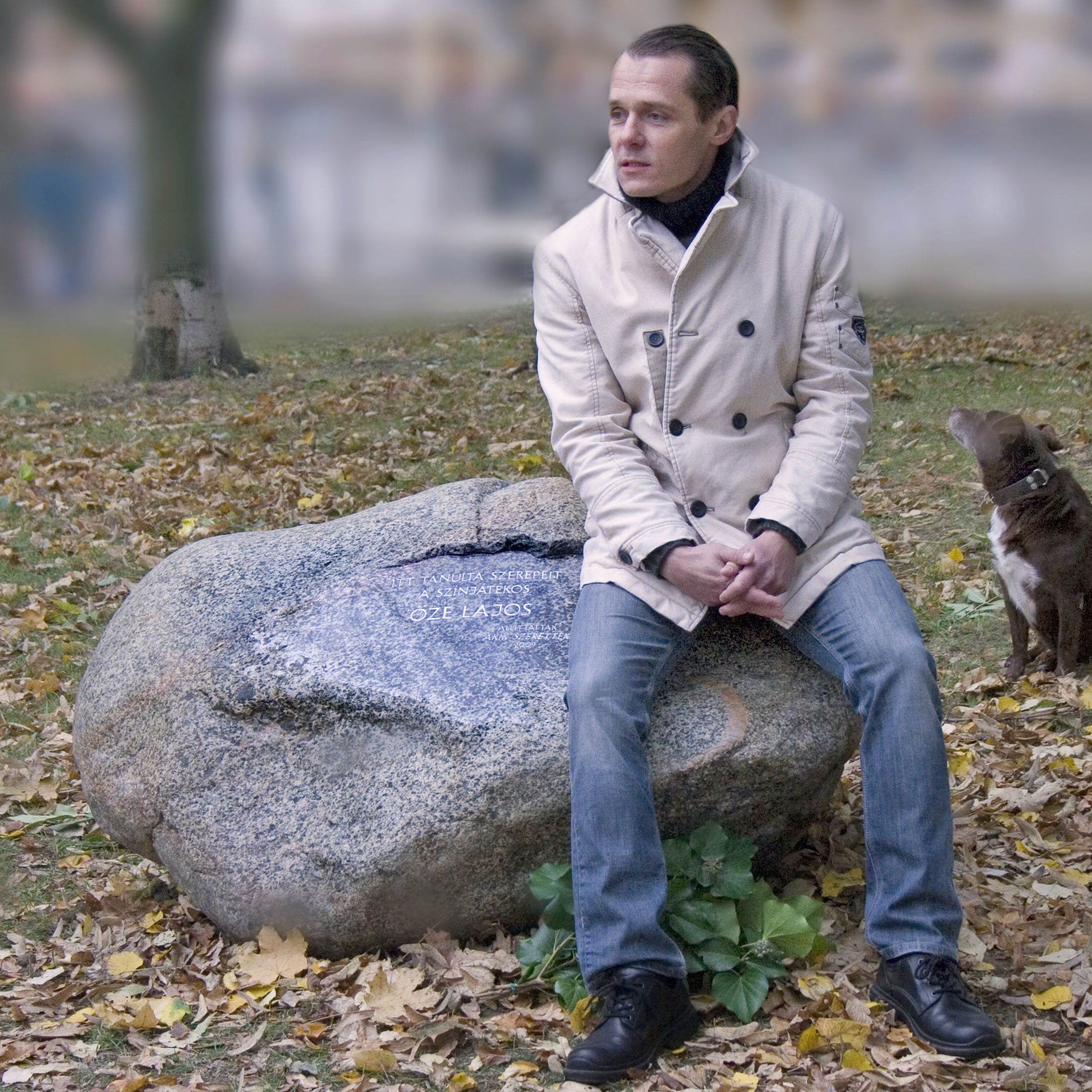
Őze Áron szaval, a Naphegyen felállított Őze Lajos-emlékkő avatásakor (2009)

A Színházi Adattárban 2017. június 23-áig regisztrált bemutatóinak száma rendezőként: 11.
- Csengey Dénes: A cella – Magister Villon nem adja meg magát (2006)
- Pozsgai Zsolt: Razzia avagy valaki megölte Lopez-Dialt (2008)
- Fráter Zoltán: Édes Rózám! – Déryné szerelmes élete (2008)
- Örkény István: Macskajáték (2008)
- Rostand: Cyrano de Bergerac (2009)
- Sztankay Ádám, Szabó Bori: Facér pasi naplója (2012)
- Egressy Zoltán: Sóska, sültkrumpli (Pesti Magyar Színiakadémia, 2015)
- Egressy Zoltán: Halál Hotel (Óbudai Társaskör, 2015, 2016)[30][31]
- Lackfi János: Az öreg pokróc (Aranytíz, 2015)[32]
- Szabó Magda: Az őz (Rózsavölgyi Szalon Arts&Café, 2016)[33]
- Dorothy Fields, Cy Coleman, Neil Simon: Sweet Charity (2016)[34]
- Győrei – Schlachtovszky: Kuplékirály (Bartók Színház, 2017)[35]
- Radványi Géza, Balázs Béla és Dés László: Valahol Európában (Bartók Színház, 2017)
- Thornton Wilder: Mi kis városunk (Bartók Színház, 2017)
- Tamási Áron: Jégtörő Mátyás (Bartók Színház, 2018)
- Hubay Miklós: Elnémulás (Bartók Színház, 2019)[36]
- Gábor Andor: Dollárpapa (Bartók Színház, 2020)
- Zalán Tibor: El kell mondanom (Rózsavölgyi Szalon, 2020)[37]
- Győrei Zsolt, Schalachtovszky Csaba: Hamlear (Bartók Kamaraszínház–Gyulai Várszínház, 2021)[38]

## Színpadi szerepek
A Színházi Adattárban 2017. június 23-áig regisztrált bemutatóinak száma színészként: 99.
- Shaw: Az ördög cimborája....Dudgeon Titusz
- Csokonai Vitéz Mihály: Az özvegy Karnyóné....Tündérfi
- Offenbach: Szép Heléna....Aiax/A
- Sütő András: Advent a Hargitán....Zetelaki Gábor
- William Shakespeare: Szentivánéji álom....Puck vagy Robin-pajtás; Lysander
- Thornton Wilder: A mi kis városunk....George Gibbs
- Carlo Goldoni: Csetepaté Chioggiában....Toffolo
- Mikszáth Kálmán: A Noszty fiú esete Tóth Marival....Krátki Elemér
- Pasolini: Mámor....Fiú
- Szophoklész: Philoktétész....Neoptolemosz
- Jaroslav Hašek: A puccer és az óberlajtnant....
- Illyés-Litvai: Szélkötő Kalamona....Pali
- William Shakespeare: Lear király....Bolond
- William Shakespeare: Macbeth....Malcolm
- Shaw: Warrenné mestersége....Frank Gardner
- Madách Imre: Az ember tragédiája....Ádám; Tanítvány
- William Shakespeare: Hamlet, dán királyfi....Fortinbras; Színészkirálynő
- Füst Milán: Negyedik Henrik király....Az ifjú Henrik
- Tamási Áron: Tündöklő Jeromos....Gáspár
- Balogh–Kerényi: Csíksomlyói passió....3. Sátány
- Móricz Zsigmond: Úri muri....Balha Pista
- William Shakespeare: Othelló, a velencei mór....Rodrigo
- Szép Ernő: Lila ákác....Csacsinszky Pali
- Csiky Gergely: A nagymama....Ernő
- Aiszkhülosz: Leláncolt Prométheusz....Héphaisztosz
- Euripidész: Médeia....Nevelő
- Grimm: Az ördög három arany hajszála....János
- Képes Géza: Mese a halászlányról....Jani
- Csehov: Apátlanul....Szergej Vojnyicev
- Peter Weiss: Jean Paul Marat üldöztetése és meggyilkolása, ahogy a charentoni elmegyógyintézet színjátszói előadják De Sade úr betanításában....Kukuriku
- Tamási Áron: Énekes madár....Móka
- Mikszáth Kálmán: Új Zrínyiász....Báró Wlassics Gyula der altere
- Victor Hugo: A királyasszony lovagja....Ruy Blas
- Barrie Keeffe: A városban....Paul
- Herczeg Ferenc: Majomszínház....Mimi hadnagy
- Wyspiański: A magyar menyegző....Vőlegény
- Mikszáth Kálmán: A beszélő köntös....Lestyák Mihály
- David Hirson: A bohóc....Conti herceg
- Katona József: Bánk bán....Petur bán
- Pozsgai Zsolt: Boldog Asztrik küldetése....Orseolo Péter
- Merimée–Puskin–Bizet-Meilhac-Halévy: Carmen....Georges
- Robert Bloch: Pszicho....Norman Bates
- Lolleh Bellon: A csütörtöki hölgyek....Jean
- Szép Ernő: Patika....Balogh Kálmán
- Alan Bennett: Kafka farka....Kafka
- Pozsgai Zsolt: Arhur és Paul....Arthur Rimbaud
- Kodolányi János: Földindulás....Kántor János
- Huszka Jenő: Bob herceg....Plumpudding
- Alexandr Gelman: Pad....Férfi
- Páskándi Géza: Vendégség....Socino
- Carlo Goldoni: Mirandolina....Fabrizio
- Molière: Tudós nők....Klitander
- William Shakespeare: A windsori víg nők....Dr. Caius
- Mrożek: Tangó....Artúr
- John Patrick: Teaház az augusztusi holdhoz....Fisby kapitány
- Tamási Áron: Vitéz lélek....Balla Péter
- Nick Dear: Hatalom....Lajos
- Molière: Tartuffe....Tartuffe
- Pozsgai Zsolt: Szeretlek, fény....Béla herceg
- Tamási Áron: Ábel....Bolha kutya
- Mitch Leigh – Joe Darion: La Mancha lovagja....Dr. Carrasco
- Garvay Andor: Farkasasszony....
- Anouilh: Becket, vagy Isten becsülete....A király
- Vörösmarty Mihály: Árpád ébredése....Költő
- Kocsis István: Árva Bethlen Kata....Imádságra megjelenő férfi
- Füst Milán: Máli néni....Alfonz
- Pozsgai Zsolt: Janus....Janus Pannonius
- Gogol: Háztűznéző....Anucskin
- Daniel Glattauer: Gyógyír északi szélre....Leo Leike
- Bognár László: Az élet fiai....Liszt
- Dér András-Frigyesi András: Budaörsi Passió....Péter, később Jézus
- Gárdonyi Géza: Ábel és Eszter...Ábel (Rózsavölgyi Szalon)
- Janikovszky Éva – Szabó Borbála (a film forgatókönyve alapján): Égigérő fű....Nagymisu
- Böszörményi Gyula – Almaszósz.....Tudás és Papi
- Kosztolányi Dezső: Nero, a véres költő....Seneca
- Tasnádi István: Közellenség....Ügyvéd, Kallheim kancellár
- William Shakespeare: Romeo és Júlia....Escalus
- Jon Fosse: Tél....Férfi
- Frederick Knott: Gyilkosság telefonhívásra....Hubbard felügyelő (Rózsavölgyi Szalon)
- Ingvar Ambjørnsen, Peter Næss, Axel Hellstenius: Elling és Kjell....Elling (Aranytíz Kultúrház)
- Grecsó Krisztián: Mellettem elférsz....Dávid, a fiatal Domos, a fiatal Márton (Rózsavölgyi Szalon)
- Michael Frayn: Koppenhága....Heisenberg (Rózsavölgyi Szalon)
- Mark St. Germain: Istenek tanácsa....Alex Gorman, szívsebész (Rózsavölgyi Szalon)
- Rejtő Jenő: A szőke ciklon....Rejtő Jenő (Játékszín)
- Neil La Bute: Valami csaj(ok) (Rózsavölgyi Szalon)
- Háy János: Rák Jóska, dán királyfi....Büki Dezső, volt tsz elnök (Bartók Színház)
- Páskándi Géza: Lélekharang....Kapitány (Bartók Színház)

## Filmjei

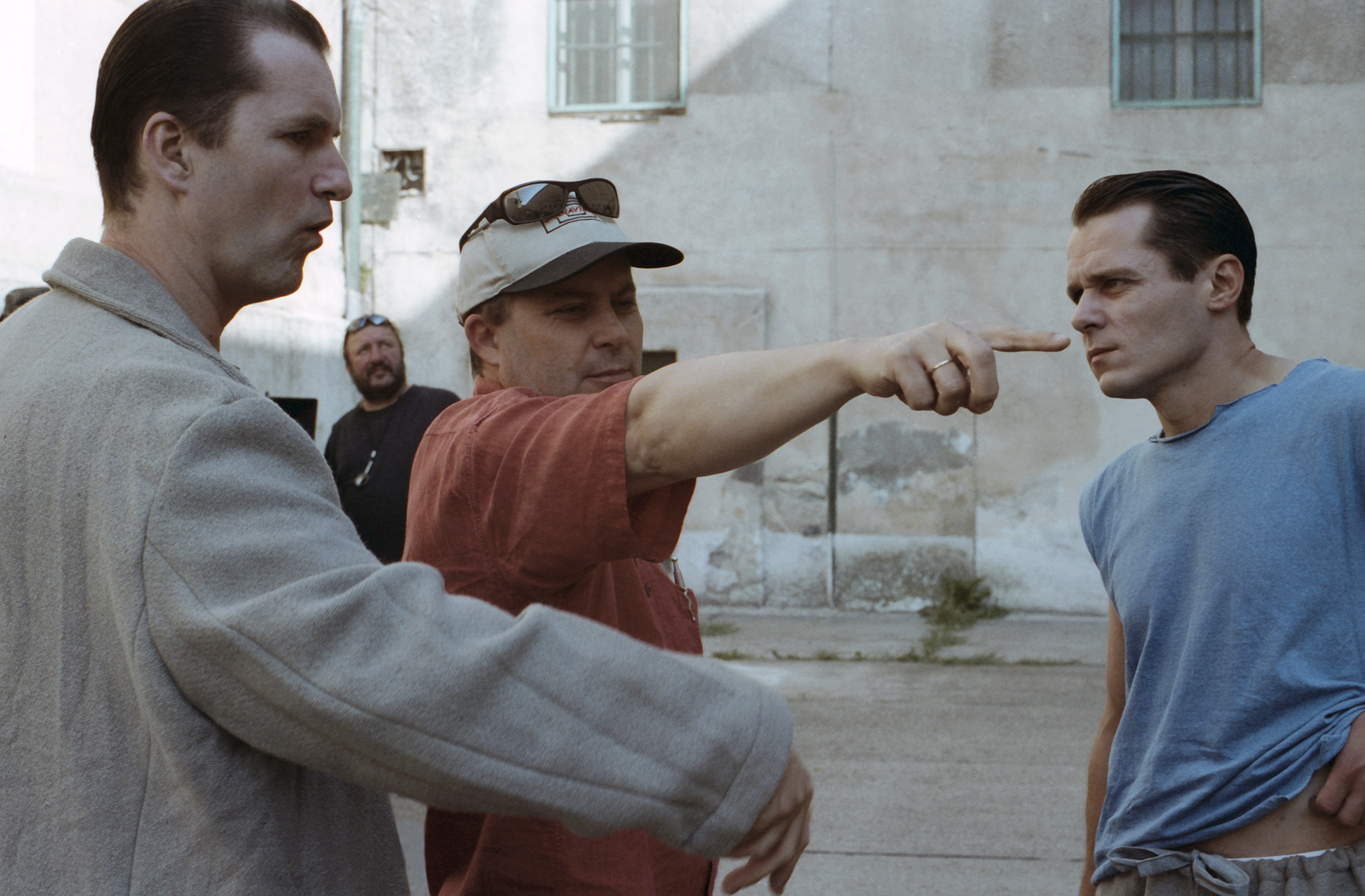
A Csendkút című film rendezése közben Lux Ádámmal és Pozsgai Zsolttal

### Játékfilmek
- Szédülés (1989)
- Könyörtelen idők (1991)
- Minden ember halandó (1995)
- Fűrészporos mesék (1997)
- Jágók (2001)
- A temetetlen halott (2004)
- Sorstalanság 2005)
- Csendkút (2007)
- Decameron 2007 (2007)
- Sínjárók (2007)
- Ördögi kör (2008)
- A föld szeretője (2010)
- #Jézus – Apám nevében (2016)
- Az állampolgár (2016)[39][40]
- Napszállta (2018)
- Elk*rtuk (2021)

### Tévéfilmek
- A zöld torony (1985)
- Egy diáktüzér naplója (1992)
- Zenés TV Színház (1993)
- István király (1993)
- Öregberény (1994)
- Millenniumi mesék (2000)
- Kisváros (2000)
- A megtalált szerep (2003)
- Karácsonykor magába száll minden lélek (2003)
- A két Bolyai (2006)
- Szabadságharc Szebenben (2007)
- Farkasasszony (2015)[41][42]
- Földindulás (2014)
- Oltári csajok (2017–2018)
- 200 első randi (2018–2019)
- Alvilág (2019)
- Drága örökösök (2019, 2020)
- Keresztanyu (2021)
- Hotel Margaret (2022)
- Családi kör (2023)
- Drága örökösök – A visszatérés (2024)
- Pokoli rokonok (2025)

## Szinkronszerepei
- Drót: Thomas „Tommy” Carcetti tanácsos – Aidan Gillen
- Helen és a fiúk: Etienne – David Proux
- Pénz áll a házhoz: Vlad – Sorin Misiriantu
- Szívek szállodája: Jackson Belleville – Jackson Douglas
- A csendes amerikai (1958): az amerikai – Audie Murphy
- A múlt börtönben (2021):-Renata orvosa?

## Portré
- Ez itt a kérdés – Őze Áron (2020)